# Antoni Bernadó
Antoni Bernadó Planas (n. Sant Julià de Lorià, Andorra, 9 de diciembre de 1966) es un corredor de larga distancia andorrano, que terminó 87.º en la Maratón masculina de los Juegos Olímpicos de Atlanta 1996, 49.º en la de los Juegos Olímpicos de Sídney 2000, 57.º en la de los Juegos Olímpicos de Atenas 2004, 58.º en la de los Juegos Olímpicos de Pekín 2008 y 74.º en la de los Juegos Olímpicos de Londres 2012. Es el primer atleta, y hasta el momento el único, que ha disputado y terminado cinco Maratones olímpicas.